# Хиршфельд, Ларс
Ларс Джастин Хиршфельд (англ. Lars Justin Hirschfeld; 17 октября 1978, Эдмонтон, Альберта) — канадский футболист, вратарь. Выступал в сборной Канады.

## Карьера

### Клубная
Хиршфельд начинал свою карьеру в «Эдмонтон Дриллерз», играя в indoor-футбол.
Он не попадал в основу «Тоттенхэма» и был отдан в аренду в «Лутон Таун», а затем в «Джиллингем», в которых играл не часто. В январе 2005 он перешёл в «Лестер Сити», но и там сыграл только в одной игре.
Хиршфельд был подписан «Тромсё» как запасной вратарь, но вскоре он стал играть чаще и помог «Тромсё» избежать вылета. Также он был ключевой фигурой в Кубке УЕФА в играх против «Эсбьерга» и «Галатасарая».
В следующем сезоне Ларс выиграл чемпионат Норвегии с «Русенборгом», став первым вратарём в клубе. Хиршфельд принимал участие в Лиге чемпионов 2007/08, когда «Русенборг» дважды обыграл «Валенсию» на групповом этапе со счётом 2:0. А ничья с «Челси» 1:1 стала последней игрой Жозе Моринью у руля лондонцев.
6 января 2008 ЧФР приобрёл Хиршфельда за 1,3 млн евро. 26 июня 2009 Ларс Хиршфельд подписал контракт до 30 июня 2011 с «Энерги», но в 2010 году покинул команду из Котбуса и перешёл в норвежский клуб «Волеренга».

### Международная
В 2002 году Хиршфельд со сборной Канады доходит до полуфинала Кубка КОНКАКАФ, где он был назван лучшим вратарём турнира, пропустив только четыре мяча в пяти играх. Его успехи вызвали интерес у «Тоттенхэма», и после Кубка он переехал в Лондон, где и началась его европейская карьера.